# Liste des maires de Saint-Pol-sur-Ternoise

## Liste des maires
| Période                                  | Période         | Identité                    | Étiquette              | Qualité |
| ---------------------------------------- | --------------- | --------------------------- | ---------------------- | --- |
| Les données manquantes sont à compléter. |                 |                             |                        | |
| 1790                                     | 1791            | Emmanuel Herman             |                        | Avocat |
| 1791                                     | 1793            | Joseph Lanne                |                        | Notaire |
| 1793                                     | 1793            | Dominique Wallart           |                        | |
| 1793                                     | 1794            | Procope Miennée             |                        | Chirurgien |
| 1794                                     | 1795            | Valentin Debret             |                        | |
| 7 juillet 1795                           | 19 octobre 1795 | Jean Noël Leclercq-Danvin   |                        | Marchand |
| 1795                                     | 1796            | François-Joseph Joanne      |                        | Médecin |
| 1796                                     | 1797            | Nicolas Joseph Duflos       |                        | Imprimeur, Président de l'Administration municipale du canton de Saint-Pol (l'administration communale est remplacée par une administration cantonale sous le Directoire) |
| 1797                                     | 1800            | Henri Joseph Thellier       |                        | Président de l'Administration municipale du canton de Saint-Pol |
| 1800                                     | 1803            | Augustin Graux              |                        | Médecin, l'administration communale est rétablie sous le Consulat |
| 1803                                     | 1815            | Ignace Daverloingt          |                        | |
| 1815                                     | 1821            | Charles Onuphre de Belvalet | Légitimiste            | marquis d'Humereuille |
| 1821                                     | 1825            | Bernard de Corbehem         | Légitimiste            | contrôleur des Contributions |
| 1825                                     | 1830            | Ignace Daverloingt          | Légitimiste            | |
| 1830                                     | 1845            | Jean-Baptiste Bornay        |                        | Médecin |
| 1845                                     | 1846            | François Jacques Génelle    |                        | Avocat |
| 1846                                     | 1848            | Louis Adrien Cressent       |                        | Avocat |
| 1848                                     | 1849            | Jean-Baptiste Bornay        |                        | Médecin |
| avril 1849                               | septembre 1849  | Ange Héroguelle             |                        | Receveur municipal |
| septembre 1849                           | décembre 1849   | Bruno Danvin                |                        | Médecin |
| 1850                                     | juin 1850       | Henri Lemoine               |                        | |
| juin 1850                                | juin 1851       | François Jacques Génelle    |                        | Avocat |
| juin 1851                                | décembre 1851   | Henri Détape                |                        | |
| 1852                                     | 1858            | Fortuné Graux               | Bonapartiste           | Avocat |
| 1858                                     | 1860            | Charles Lavoisne            |                        | |
| 1860                                     | 1863            | Victor Détape               |                        | Notaire |
| 1864                                     | 1871            | Fortuné Graux               | Bonapartiste           | Avocat |
| 1871                                     | 1877            | Emile Planque               | conservateur           | Médecin |
| 1878                                     | 1886            | Charles Maillart            | Républicain            | |
| 1886                                     | 1904            | Victor Héroguelle           | Républicain            | |
| 1904                                     | 1918            | Constant Roden              | Républicains de gauche | Avoué, Député du Pas-de-Calais (1910-1918), Sous-Secrétaire d'Etat au Travail et à la Prévoyance sociale (1916-1917)                                                      |
| 1918                                     | 1925            | Edmond Edmont               | Républicain            | Philologue, linguiste et historien |
| 1925                                     | 1944            | Louis Lebel                 | Radical                | Industriel |
| 1944                                     | 1953            | Oscar Ricque                |                        | Directeur d'école |
| 1953                                     | 1959            | Lucien Duprez               |                        | Huissier de justice |
| 1959                                     | novembre 1965   | Pierre Bonnel               | UDR                    | Pharmacien, conseiller général du canton de St-Pol-sur-Ternoise, député du Pas-de-Calais                                                                                  |
| 1965                                     | novembre 1989   | Lucien Pignion              | PS                     | Inspecteur de l'enseignement primaire - député du Pas-de-Calais (1973-1986)                                                                                               |
| novembre 1989                            | 1992            | Rémi Cachera                | PS                     | |
| 1992                                     | mars 1995       | Maurice Louf                | PS                     | Chargé de mission au Conseil général du Pas-de-Calais |
| mars 1995                                | juin 2000       | Philippe Vasseur            | UDF                    | Journaliste, député du Pas-de-Calais, ministre de l'Agriculture |
| juin 2000                                | mars 2001       | Jean Pépin                  | UDF                    | |
| mars 2001                                | 2008            | Maurice Louf                | PS                     | Directeur d'association, Conseiller général du canton de St-Pol |
| mars 2008                                | juin 2011       | Yves Héniart                | Divers droite          | |
| juin 2011                                | En cours        | Maurice Louf                | PS                     | Conseiller général du canton de St-Pol |